# Raveau (Nièvre)
Pour les articles homonymes, voir Raveau.
Raveau (Ravio en nivernais) est une commune française située dans le département de la Nièvre, en Pays de La Charité-sur-Loire, région Bourgogne-Franche-Comté.
Ses habitants sont les Ravellonois.

## Géographie
Raveau est située sur le plateau Nivernais, à 5 km de La Charité-sur-Loire.La forêt domaniale des Bertranges recouvre une partie importante du territoire communal. Le village est traversé par le ruisseau de La Vache.
L'habitat y est semi-groupé, il est constitué d'un bourg (Raveau) et de plusieurs hameaux :
- les Bertigneaux
- les Bois de Raveau
- la Charbonnière
- Chazué
- le Crot Fondu
- les Grandes Maisons
- les Petites Maisons
- Pète-Loup
- la Vache

### Climat
Pour des articles plus généraux, voir Climat de la Bourgogne-Franche-Comté et Climat de la Nièvre.
En 2010, le climat de la commune est de type climat océanique dégradé des plaines du Centre et du Nord, selon une étude du Centre national de la recherche scientifique s'appuyant sur une série de données couvrant la période 1971-2000. En 2020, Météo-France publie une typologie des climats de la France métropolitaine dans laquelle la commune est exposée à un climat océanique altéré et est dans la région climatique  Centre et contreforts nord du Massif Central, caractérisée par un air sec en été et un bon ensoleillement. 
Pour la période 1971-2000, la température annuelle moyenne est de 11 °C, avec une amplitude thermique annuelle de 15,8 °C. Le cumul annuel moyen de précipitations est de 793 mm, avec 11,9 jours de précipitations en janvier et 7,8 jours en juillet. Pour la période 1991-2020, la température moyenne annuelle observée sur la station météorologique de Météo-France la plus proche, « Guerigny », sur la commune de Guérigny à 14 km à vol d'oiseau, est de 11,7 °C et le cumul annuel moyen de précipitations est de 910,8 mm. 
La température maximale relevée sur cette station est de 42,5 °C, atteinte le 9 août 2003 ; la température minimale est de −14,1 °C, atteinte le 9 février 2012,,. 
Les paramètres climatiques de la commune ont été estimés pour le milieu du siècle (2041-2070) selon différents scénarios d'émission de gaz à effet de serre à partir des nouvelles projections climatiques de référence DRIAS-2020. Ils sont consultables sur un site dédié publié par Météo-France en novembre 2022.

## Urbanisme

### Typologie
Au 1er janvier 2024, Raveau est catégorisée commune rurale à habitat dispersé, selon la nouvelle grille communale de densité à sept niveaux définie par l'Insee en 2022.
Elle est située hors unité urbaine. Par ailleurs la commune fait partie de l'aire d'attraction de Nevers, dont elle est une commune de la couronne,. Cette aire, qui regroupe 93 communes, est catégorisée dans les aires de 50 000 à moins de 200 000 habitants,.

### Occupation des sols
L'occupation des sols de la commune, telle qu'elle ressort de la base de données européenne d’occupation biophysique des sols Corine Land Cover (CLC), est marquée par l'importance des forêts et milieux semi-naturels (73 % en 2018), une proportion sensiblement équivalente à celle de 1990 (73,1 %). La répartition détaillée en 2018 est la suivante : forêts (61,9 %), terres arables (18,9 %), milieux à végétation arbustive et/ou herbacée (11,1 %), prairies (4,4 %), zones agricoles hétérogènes (3,7 %), zones urbanisées (0,1 %). L'évolution de l’occupation des sols de la commune et de ses infrastructures peut être observée sur les différentes représentations cartographiques du territoire : la carte de Cassini (XVIIIe siècle), la carte d'état-major (1820-1866) et les cartes ou photos aériennes de l'IGN pour la période actuelle (1950 à aujourd'hui).

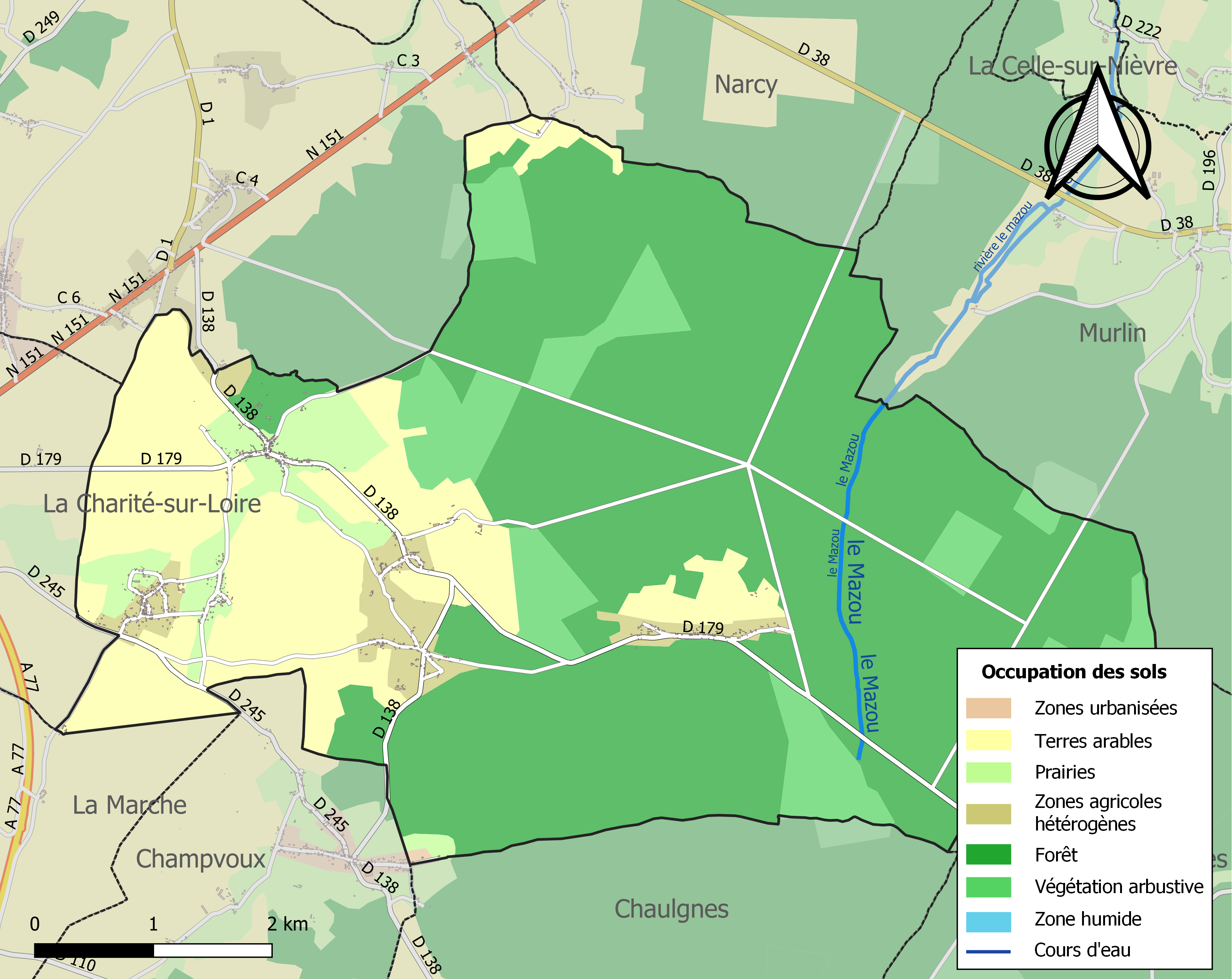
Carte des infrastructures et de l'occupation des sols de la commune en 2018 (CLC).

## Toponymie
Le village de Raveau est mentionné sous le nom de Ravellon en 1144 (cartulaire de Bourras) et de Ravellum en 1331 (censier du chapitre de Nevers).
Un ravel (ravau, ravault) est le gros bout de l'arbre. Ce mot se retrouverait dans différents noms de lieux, dont Raveau.
Raveau, là où ravine l'eau. En devers de la forêt domaniale des Bertranges, des bocages nivernais et du massif du Morvan, nombreuses sources, étangs, ruisseaux, puits, lavoirs.

## Histoire
La première mention connue du nom de la commune date de 1144 : Ravellon (cartulaire de Bourras).
En 1471, le moulin à blé est exploité à la Vache pour le compte du prieur seigneur de La Charité-sur-Loire, en descente de l'eau venant de la Fontaine de la Vache.
Au XVIIe siècle, Pierre Babaud de La Chaussade dirige les forges royales de la Chaussade à Guérigny et ses dépendances dont le haut-fourneau de la Vache à Raveau. La production de fonte est issue des ressources métallifères de la forêt des Bertranges.
De 1777 à 1827, une étude montre que moins de dix familles du village fournissent la majeure partie des ouvriers employés par les forges environnantes.
En 1787, une procédure est engagée contre le forgeron Gabriel Guérault et autres habitants de la paroisse de Raveau pour coups de fusil tirés à un baptême, « malgré les prohibitions de la police ».
En 1819, puis en 1823 et 1827, l’usine de Raveau, alors exploitée par le fils Dequenne, obtient une médaille d’or pour la qualité de son acier.
Très importante depuis le XVIIe siècle, l'activité sidérurgique s'arrête progressivement sous le Second Empire.
Au début des années 1900, la commune possède une fabrique de limes. En juillet 1906, une grève se déclare simultanément aux usines de Raveau et de Varennes. Les grévistes, au nombre de 150 environ, réclament une augmentation de salaire. La grève dure cinq mois.
En 1906, le nombre d'habitants de Raveau, qui compte 305 maisons, s'élève à 1 035 individus.
En 1956, un trésor du IIIe siècle est découvert sur le territoire de la commune, sans doute enfoui vers 260.

## Politique et administration
| Période                                  | Période   | Identité         | Étiquette | Qualité  |
| ---------------------------------------- | --------- | ---------------- | --------- | -------- |
| mars 2008                                | mai 2024  | Robert Maujonnet |           | Retraité |
| mars 2001                                | mars 2008 | Alain Viturat    |           |          |
| avant 1988                               | ?         | Paul Durantet    | PCF       |          |
| Les données manquantes sont à compléter. |           |                  |           |          |

## Démographie
L'évolution du nombre d'habitants est connue à travers les recensements de la population effectués dans la commune depuis 1793. Pour les communes de moins de 10 000 habitants, une enquête de recensement portant sur toute la population est réalisée tous les cinq ans, les populations de référence des années intermédiaires étant quant à elles estimées par interpolation ou extrapolation. Pour la commune, le premier recensement exhaustif entrant dans le cadre du nouveau dispositif a été réalisé en 2007.

En 2022, la commune comptait 611 habitants, en évolution de −10,93 % par rapport à 2016 (Nièvre : −3,28 %, France hors Mayotte : +2,11 %).
| 1793 | 1800 | 1806 | 1821 | 1831  | 1836  | 1841  | 1846  | 1851  |
| ---- | ---- | ---- | ---- | ----- | ----- | ----- | ----- | ----- |
| 814  | 727  | 821  | 975  | 1 218 | 1 202 | 1 156 | 1 159 | 1 179 |

| 1856  | 1861  | 1866  | 1872  | 1876  | 1881  | 1886  | 1891  | 1896  |
| ----- | ----- | ----- | ----- | ----- | ----- | ----- | ----- | ----- |
| 1 223 | 1 215 | 1 267 | 1 080 | 1 113 | 1 083 | 1 094 | 1 076 | 1 036 |

| 1901  | 1906  | 1911 | 1921 | 1926 | 1931 | 1936 | 1946 | 1954 |
| ----- | ----- | ---- | ---- | ---- | ---- | ---- | ---- | ---- |
| 1 003 | 1 041 | 984  | 903  | 852  | 838  | 716  | 714  | 700  |

| 1962 | 1968 | 1975 | 1982 | 1990 | 1999 | 2006 | 2007 | 2012 |
| ---- | ---- | ---- | ---- | ---- | ---- | ---- | ---- | ---- |
| 696  | 576  | 550  | 618  | 705  | 717  | 670  | 663  | 704  |

| 2017 | 2022 | - | - | - | - | - | - | - |
| ---- | ---- | - | - | - | - | - | - | - |
| 673  | 611  | - | - | - | - | - | - | - |

## Culture locale et patrimoine

### Lieux et monuments
- L'église Saint-Gilles-et-Saint-Leu, romane fin du XIe siècle : plan rectangulaire, abside en cul-de-four, nef non voûtée, clocher carré à flèche d'ardoise, chapiteaux feuillagés, corniche à modillons.
- Deux christs des XIIIe et XIVe siècles, en bois polychrome.
- L'établissement gallo-romain des Prés Pillats.
- Le domaine des Forges de la Vache des XIVe siècle, XVIIIe et XIXe siècles : manoir et importants vestiges industriels.
- Le château de Mouchy XVIII du XIXe siècle.

### Personnalités liées à la commune
- Pierre Babaud de La Chaussade (1706 Bellac -1792 Paris) : maître des forges royales de La Chaussade.
- Michel-Louis Guérard des Lauriers (1898 Suresnes -1988 Cosne sur Loire) : théologien dominicain, établi sur ses vieux jours au château de Mouchy en bordure de la forêt
- François Gagnepain (1866 (bois-de)Raveau -1952 Cannes) : botaniste
- Alexandre-Anne-Jean Gravier marquis de Vergennes (1784 Autun -1854 Raveau) Maire de Raveau 1809-1818 / 1837-1852
- Jean Marie Louis Henri comte d'Estampes (1853 Paris 1er.-1928 Raveau) Maire de Raveau 1892-1904 / 1908 -1919
- Charles Lefebvre comte de Rumford (1884 Courbevoie -1951 Raveau)